# Сенатор Альбанский
Сенатор Альбанский (итал. San Senatore d’Albano) — святой мученик в Альбано. День памяти — 26 сентября.
Как сообщает Римский мартиролог: Ad Albano nel Lazio, san Senatore, martire.
О святом Сенаторе почти ничего не известно. В Альбано, что на Аппиевой дороге, имелся храм, освящённый в честь святого (от которого сегодня не осталось и следа), и сохранились катакомбы, известные как катакомбы святого Сенатора. В них почивают святая Перпетуя, святые Секунд, Карпофор, Викторин и Севериан и многие другие святые. 
Известны три других святых, носивших имя Сенатор. Они занимали епископские кафедры в Милане (Сенатор Миланский), Вероне и Авранше (Франция)  соответственно.